# Thelgetra latipennis
Thelgetra latipennis là một loài bọ cánh cứng trong họ Cerambycidae.